# 萊恩斯伯勒鎮區 (北卡羅萊納州安森縣)
萊恩斯伯勒鎮區（英語：Lanesboro Township）是位於美國北卡羅萊納州安森縣的一個鎮區。

## 地方資料
萊恩斯伯勒鎮區的面積為158.34平方千米，皆為陸地。根據2020年美國人口普查的數據，當地共有人口5057人，而人口密度為每平方千米31.94人。